# Pietraru
Pietraru – wieś w Rumunii, w okręgu Buzău, w gminie Costești. W 2011 roku liczyła 77 mieszkańców.